# Faro de Harlingen
El faro de Harlingen (en neerlandés: Vuurtoren van Harlingen) es un faro inactivo en la ciudad de Harlingen, Frisia, en los Países Bajos, que ahora se utiliza como las instalaciones de un hotel. El faro de Harlingen se encuentra en el centro de los muelles de Harlingen. 

## Historia
El mismo sitio ha utilizado por los menos por dos faros anteriores. Una torre cuadrada en una fortaleza fue construida alrededor de 1750 y fue demolida en 1872. Una torre de madera roja hexagonal con bandas blancas funcionó entre 1904 y 1921. El faro actual fue diseñado por el arquitecto C. Jelsma y construido entre 1920 y 1922. El punto más alto es de 24 metros (79 pies) sobre la pleamar media. La torre es cuadrada, construida en piedra y acero. La baliza tiene un diseño art déco, entró en servicio en 1922, y la luz fue finalmente extinguida en 1998.